# Zoocenosis

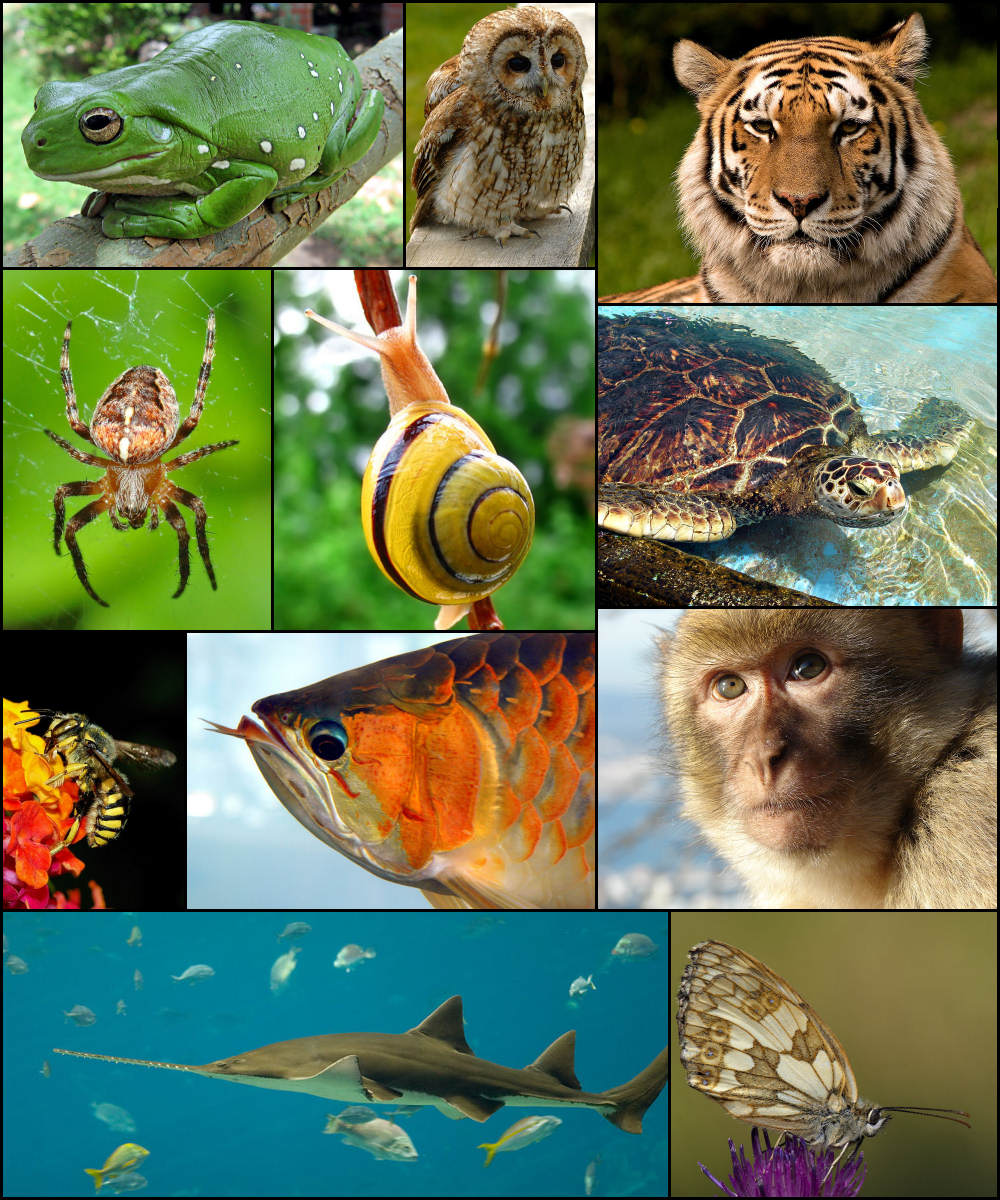
Ejemplos de especies que conforman la Zoocenosis.

Un ecosistema está integrado por una comunidad animal, otra vegetal y una microscópica, que conviven en un biotopo. La fitocenosis del ecosistema integra a la comunidad vegetal del mismo, la microbiocenosis engloba a los microorganismos, mientras que la zoocenosis agrupa sólo a las especies animales.
El conjunto de fitocenosis, zoocenosis y microbiocenosis da lugar al concepto de biocenosis, que asocia a todos los seres vivos del ecosistema. El biotopo es el conjunto de factores abióticos del ecosistema (carecen de vida) junto con los factores climáticos, de temperatura, el tiempo, la latitud, características químicas, cualidades del suelo etcétera. El biotopo puede subdividirse en medio, los factores de este y el sustrato. El medio está compuesto únicamente por las sustancias que recubre al ecosistema (aire o agua). El sustrato se define como la superficie en la que se fijan y desarrollan los seres vivos. Mientras que los factores ambientales son las demás características antes citadas.
- Ecosistema
  - Biocenosis
    - Zoocenosis
    - Fitocenosis
    - Microbiocenosis

  - Biotopo
    - Medio
    - Sustrato
    - Factores ambientales